# Vorstendom Rjazan
Het vorstendom Rjazan (1078-1521) was een vorstendom met als hoofdstad Oud-Rjazan, verwoest tijdens de Mongoolse invasie van Roes in 1237, en vervolgens in Perejaslavl Rjazanski, dat later de moderne stad Rjazan werd. Het splitste zich oorspronkelijk samen met het vorstendom Moerom af van het vorstendom Tsjernigov als het vorstendom Moerom-Rjazan.

## Voorafgaand aan de invasie van Batu Khan
Ergens tussen 1097 en 1155 werd het vorstendom een soevereine staat en tot 1161 was de officiële naam volgens de Hypatiuskroniek het vorstendom Moerom-Rjazan. De eerste heerser was vermoedelijk Jaroslav Svjatoslavitsj, prins van Tsjernigov, later vorst van Moerom-Rjazan. De hoofdstad, tegenwoordig bekend als Rjazan Staraja (Oud-Rjazan) lag zo'n 65 km ten zuiden van de huidige stad Rjazan.
Tegen het einde van de 12e eeuw voerde het vorstendom oorlogen met het naburige Vorstendom Vladimir. In de loop daarvan, van 1186 tot 1208, werd de stad Rjazan twee keer verbrand. In 1217 werden tijdens een burgeroorlog in het vorstendom zes leiders vermoord door Gleb Vladimirovitsj, die later overliep naar de Koemanen. Rond die tijd kwam het vorstendom onder invloed van Vladimir-Soezdal. In 1217 probeerde Gleb Vladimirovitsj met de steun van de Koemanen Rjazan uit de invloed van het vorstendom Vladimir te halen, maar hij werd verslagen door een andere Rjazan-prins, Ingvar Igorevitsj, die op zijn beurt de alleenheerser van de staat werd.
In december 1237 was het vorstendom de eerste van de opvolgerstaten van de Kievse Roes die leed onder de Mongoolse invasie. Het werd volledig onder de voet gelopen, waarbij bijna de gehele vorstelijke familie werd vermoord. De hoofdstad werd verwoest en later naar een andere locatie verplaatst. In 1238 trokken enkele van de strijdkrachten van Rjazan zich terug om zich te verenigen met het leger van Vladimir-Soezdal en de strijdkrachten van Batu Khan nabij Kolomna tegemoet te treden.

## Onder de Gouden Horde
In 1301 nam vorst Daniël van Moskou Rjazan in vanwege het verraad van de bojaren, en zette vorst Konstantin Romanovitsj gevangen. In 1305 beval Daniëls zoon, Joeri van Moskou, zijn dood. De twee opvolgers van Konstantin werden door de Gouden Horde gedood. In 1380 nam vorst Oleg Ivanovitsj niet deel aan de Slag op het Koelikovo-veld, hoewel hij een bondgenoot was van Mamai.
Gedurende bijna haar hele geschiedenis was het vorstendom Rjazan in conflict met het lokale vorstendom Pronsk, totdat Rjazan Pronsk in 1483 tijdens het regentschap van Anna van Rjazan volledig annexeerde.

## Annexatie door Moskou
In 1520 nam grootvorst Vasili III van Moskou de laatste vorst van Rjazan, Ivan V, gevangen vanwege zijn relaties met de kan van de Krim Mehmed I Giray en zette hem gevangen in Moskou. In 1521 vluchtte vorst Ivan Ivanovitsj naar het grootvorstendom Litouwen. Daarna, in 1521, werd het vorstendom Rjazan samengevoegd met Moskou.

## Lijst van vorsten van Rjazan

### In Moerom
- 1127-1129 Jaroslav I van Moerom en Rjazan: verbannen uit Tsjernigov

### In Oud-Rjazan
- 1129-1143 - Svjatoslav van Rjazan: zijn zoon
- 1143-1145 - Rostislav van Rjazan: verloor Rjazan aan Soezdal, maar heroverde het met behulp van de Koemanen
- 1145-1178 - Gleb I van Rjazan: plunderde Vladimir en Moskou, maar stierf in gevangenschap in Vladimir
- 1180-1207 - Roman I van Rjazan: regeerde als vazal van Vsevolod het Grote Nest, grootvorst van Vladimir, maar stierf in diens gevangenschap
- 1208-1208 - Jaroslav II van Rjazan: zoon van Vsevolod het Grote Nest
- 1208-1212 gouverneurs van Vladimir
- 1212-1217 - Roman II van Rjazan: neef van Roman I, gevangen gehouden in Vladimir, maar vrijgelaten als hun vazal
- 1217-1218 - Gleb II van Rjazan: neef van Roman I, verraadde zijn oom voor Vladimir en executeerde Roman II en zes van zijn familieleden met hulp van de Koemanen
- 1218-1235 - Ingvar I van Rjazan: broer van Roman II, versloeg en verbande Gleb II
- 1235-1237 - Joeri van Rjazan: zijn broer, vermoord door de Mongolen, stad verwoest

### In Pereslavl-Rjazanski
- 1237-1252 - Ingvar II van Pereslavl-Rjazanski: zoon van Ingvar I, zijn bestaan wordt betwist
- 1252-1258 - Oleg de Rode: zijn broer, gevangen genomen door Mongolen in de Slag bij Kolomna, maar regeerde als hun vazal en stierf als monnik
- 1258-1270 - Roman III van Rjazan, de heilige: zijn zoon, regeerde als Mongoolse vazal maar werd geëxecuteerd vanwege zijn geloof
- 1270-1294 - Fjodor I van Rjazan: zijn zoon, verzette zich tegen invallen van de Gouden Horde in 1278 en 1288
- 1294-1299 - Jaroslav III van Rjazan: zijn zoon
- 1299-1301 - Konstantin van Rjazan: zijn broer, geëxecuteerd in Moskou
- 1301-1308 - Vasili I van Rjazan: zijn zoon, geëxecuteerd in Golden Horde
- 1308-1327 - Ivan I van Rjazan: zoon van Jaroslav III, geëxecuteerd door de Gouden Horde
- 1327-1342 - Ivan II Korotopol: zijn zoon, stierf in ballingschap
- 1342-1344 - Jaroslav IV van Rjazan: zijn neef, eigende zich de troon toe met hulp van de Gouden Horde
- 1344-1350 - Vasili II van Rjazan: zijn neef
- 1350-1402 - Oleg II van Rjazan: zoon van Ivan II, vocht in 1380 bij Koelikovo aan de zijde van de Gouden Horde, maar stuurde in het geheim het grootste deel van zijn leger om Moskou te helpen
- 1402-1427 - Fjodor II van Rjazan: zijn zoon, getrouwd met de dochter van Dmitri Donskojen een alliantie aangegaan met Moskou
- 1427-1456 - Ivan III van Rjazan: zijn zoon, deed afstand van zijn trouw aan de Gouden Horde
- 1456-1483 - Vasili III van Rjazan: zijn zoon, opgegroeid aan het hof van Moskou, getrouwd met de zus van Ivan III van Moskou, bondgenoot van Moskou
- 1483-1500 - Ivan IV van Rjazan: zwoer trouw aan Ivan III van Moskou
- 1500-1521 - Ivan V van Rjazan: de laatste vorst, overleden in 1534 in Litouwen

- Virtual International Authority File: 234324792